# 973 a.C.
Il 973 a.C. (CMLXXIII a.C. in numeri romani) è un anno  del X secolo a.C.

## Eventi
In Assiria Assur-reshishi II succede al re Assur-rabi II.

## Morti
Muore il re assiro Assur-rabi II.